# Довбій Олександр Петрович
Олекса́ндр Петро́вич Довбі́й (28 вересня 1953, Харків — 11 березня 2023, там само) — колишній український футболіст, нападник. Після завершення ігрової кар'єри — футбольний тренер.

## Кар'єра
Першою командою Олександра Довбах став херсонський «Локомотив». У 1974—1975 роках виступав за «Фрунзенець» з Сум, після чого повернувся до Харкова. У 1976 році був призваний в армію і виступав за армійський клуб з Києва, що грав у другій лізі, де в 1977 році, забивши у ворота суперників 18 м'ячів, став одним з головних бомбардирів команди в сезоні, відставши від найкращого бомбардира турніру, свого одноклубника Миколи Пінчука на два м'ячі.
Після служби в армії провів сезон в одеському «Чорноморці». У 1979 році повернувся в рідне місто, де протягом трьох сезонів виходив на поле у футболці «Металіста», з яким в 1981 році став переможцем турніру першої ліги, завоювавши путівку у вищий дивізіон. Закінчував ігрову кар'єру в сумському «Фрунзенці». В 1982 році закінчив ХНПУ ім. Г. Сковороди.

### Тренерська діяльність
Завершивши активні виступи у великому футболі, з 1983 по 1989 рік працював викладачем кафедри футболу Харківської філії Київського державного інституту фізичної культури та тренером викладачем Харківського державного вищого училища № 1.
У 1990—1991 роках, працював у тренерському штабі харківського «Металіста», а в сезоні 1993—1994 був головним тренером команди. Пізніше обіймав посаду другого тренера в житомирському «Хіміка». У сезоні 1993—1994 тренував команду «Нафтовик» з Охтирки, потім очолював клуби вищої ліги «Зірка» (Кіровоград) та «Ворскла» (Полтава). З полтавським клубом брав участь в іграх за Кубок Інтертото.
У 1999 році повернувся до Харкова, де був асистентом у тренував «Металіст» Михайла Фоменка. У 2002 році Леонід Ткаченко, який очолював російський клуб вищої ліги «Анжі», запросив Довбія до тренерського штабу своєї команди. У 2003 році перше коло чемпіонату Олександр Петрович провів вже в саратовському «Соколі», після чого повернувся в Україну, очоливши луганську «Зорю», зумівши зберегти клубу прописку в першій лізі.
У 2005 році повернувся до Харкова, де тренував місцеві клуби другої ліги «Харків-2» та «Газовик-ХГВ». У 2009 році працював у молдовському клубі «Олімпія» з міста Бєльці, але в червні залишив тренерський пост.
З 2009 по 2011 рік працював у В'єтнамі, де був головним тренером і одним із творців національної футбольної академії PVF.
З жовтня 2011 займає посаду спортивного директора футбольного клубу «Олімпія» (Бєльці).

## Досягнення
- Тренер, фіналіст кубка України: (1992)
- Переможець першості першої ліги СРСР: (1981)
- Володар Кубка УРСР: (1976)